# Рашовиці
Рашовиці (пол. Raszowice) — село в Польщі, у гміні Прусиці Тшебницького повіту Нижньосілезького воєводства.
Населення — 183 особи (2011).
У 1975-1998 роках село належало до Вроцлавського воєводства.

## Демографія
Демографічна структура станом на 31 березня 2011 року:
|          | Загалом | Допрацездатний вік | Працездатний вік | Постпрацездатний вік |
| -------- | ------- | ------------------ | ---------------- | -------------------- |
| Чоловіки | 83      | 19                 | 55               | 9                    |
| Жінки    | 100     | 34                 | 46               | 20                   |
| Разом    | 183     | 53                 | 101              | 29                   |